# Sonic Jump
Sonic Jump (jap.: ソニックジャンプ, Hepburn: Sonikku Janpu) ist eine Videospielserie der Sonic-Spielreihe auf Mobilgeräten.
Das erste Spiel der Serie war Sonic Jump (2005) im Rahmen der Sonic-Cafe-Mobileserie, in der auch Sonic Jump 2 (2008) folgte. Später erschien ein gleichnamiges Remake namens Sonic Jump (2012) für iOS und Android, welches den populärsten Ableger der Serie darstellt und zur besseren Unterscheidung zeitweise von Sega auch Sonic Jump Pro genannt wurde, da bereits zwei Jahre später mit Sonic Jump Fever (2014) ein Nachfolger erschien, der verstärkt auf In-App-Käufe basierte, jedoch im November 2018 wieder aus den Stores entfernt wurde.
Das Gameplay ähnelt stark dem ebenfalls erfolgreichen Mobilegame Doodle Jump (2009).

## Gameplay
Das Gameplay aller Spiele der Sonic-Jump-Serie ist im Grunde gleich: Der Spieler navigiert Sonic oder falls verfügbar, einen anderen Charakter seiner Wahl, durch ein rein vertikal ausgerichtetes und scrollendes Level, bei denen der Charakter auf Plattformen automatisch weit nach oben springt. Dabei steuert man seine Spielfigur nach links und rechts, bei Sonic Jump (2012) und Sonic Jump Fever (2014), indem man sein Mobilgerät in die jeweilige Richtung neigt, damit diese auf den richtigen Plattformen landet. Dabei scrollt der Bildschirm immer nur nach oben, aber niemals nach unten – Fällt die Spielfigur nach unten aus dem Bildschirm heraus, muss von vorne begonnen werden. Auf der obersten Ebene befindet sich das Ziel, welches das Level abschließt.
Bei Berührung können die goldenen Ringe eingesammelt werden; Bei Kollision mit einem Gegner wird entweder der Gegner zerstört, wenn man sich in der rollenden Spin-Attack-Form befindet, falls nicht, verliert die Spielfigur die Ringe. Nimmt die Spielfigur Schaden, ohne Ringe zu besitzen, muss von vorne begonnen werden. Außerdem ist es möglich, mit einem Tastendruck bzw. dem Berühren auf dem Touchscreen einen Sprung im Sprung auszuführen. Oftmals erscheint auch Dr. Eggman auf der Stage und muss springend besiegt werden, damit man das Ende des Levels erreichen kann.

## Spiele

### Sonic Jump (2005)
Das originale, erste Sonic Jump erschien erstmals im Rahmen der Sonic-Cafe-Serie in Japan am 21. Februar 2005 für i-mode, am 12. Juli 2006 für Vodafone und im Frühjahr 2007 für EZweb. Am 30. April 2007 wurde das Spiel über Sega Mobile auch in Nordamerika und Europa veröffentlicht, ehe das Spiel in Japan am 8. Dezember 2009 über willcom und am 25. April 2011 über Android nochmals in Japan erschien.
Sonic Jump benutzt Sprites und Grafiken der Sonic-Advance-Serie und beinhaltet auch eine kleine Story, welche mit Textboxen nach den Leveln vorangetrieben wird. Darin folgen Sonic und Tails auf der Suche den Chaos Emeralds Dr. Eggman ins Weltall. Der einzige, spielbare Charakter ist Sonic, es gibt ein Punktesystem und ein Extraleben-System, sodass man ein Leben verliert, wenn man hinunterfällt. Das Spiel besteht aus sieben Zonen (Green Hill Zone, Blue Sky Zone, Mechanical Zone, Mountain Zone, Jungle Zone, Cosmic Zone und Bonus Zone) mit je drei Acts, die als Level definiert werden können. Die finale Zone lässt sich nur erreichen, wenn man zuvor sechs Chaos Emeralds einsammeln konnte. Jede Zone hat dabei ihre eigene Thematik, Aussehen und Gegner-Vielfalt. Am Ende des jeweils dritten Acts wartet zudem ein Kampf gegen den Widersacher Dr. Eggman und einer seiner tödlichen Maschinen. Beendet man einen Level mit 50 oder mehr Ringen, erhält man ein Fragment eines Chaos Emeralds.
Das Videospiele-Onlinemagazin IGN bewertete Sonic Jump im Jahre 2006 mit 5 von 10 Punkten.

„Sonic Jump isn't the hedgehog game you've been looking for. Fans of the Sega mascot are better served by just downloading the real-deal platformer or waiting for the sequel, which should launch in the not too distant future. I understand Sega Mobile's desire to use a recognizable character to sell downloads, but a mediocre game like this is detrimental for the brand and a disservice to hardcore Sonic fans. Zzzz. Pass.“

### Sonic Jump 2 (2008)
Sonic Jump 2 erschien im Rahmen der Sonic-Cafe-Serie in Japan und über Sega Mobile auch in Nordamerika und Europa am 20. Mai 2008.
Auch Sonic Jump 2 benutzt Sprites und Grafiken der Sonic-Advance-Serie, einen Storymodus gibt es hingegen nicht mehr. Der einzige, spielbare Charakter ist weiterhin Sonic, es gibt ein Punktesystem und es gibt wieder ein Extraleben-System, sodass man ein Leben verliert, wenn man hinunterfällt. Neu ist hierbei, dass man nun bei 50 gesammelten Ringen ein Extraleben dazuerhält. Das Spiel besteht aus den identischen sieben Zonen des Vorgängers (Green Hill Zone, Blue Sky Zone, Mechanical Zone, Mountain Zone, Jungle Zone, Cosmic Zone und Bonus Zone) mit je drei Acts, die als Level definiert werden können. Jede Zone hat dabei ihre eigene Thematik, Aussehen und Gegner-Vielfalt. Die finale Zone lässt sich nur erreichen, wenn man zuvor sechs Chaos Emeralds einsammeln konnte. Am Ende des jeweils dritten Acts wartet zudem ein Kampf gegen den Widersacher Dr. Eggman und einer seiner tödlichen Maschinen.
Das Videospiele-Onlinemagazin IGN bewertete Sonic Jump 2 im Jahre 2008 mit 7 von 10 Punkten.

„Despite the difficulty and absence of any sort of plot or indication of the stages you've completed without leaving your game, Sonic Jump 2 is another challenging chapter in the hedgehog's virtual life. I don't see much replay value but it's a good buy for your money because you won't beat the game right away. Sonic lovers will be happy to jump on another chance at playing their favorite mascot.“

### Sonic Jump (2012)
Das Remake von Sonic Jump, welches von Sega vorübergehend auch als Sonic Jump Pro bezeichnet wurde, erschien international am 18. Oktober 2012 für iOS, am 21. Dezember 2012 für Android und am 21. März 2018 für Facebook Messenger.
Basierend auf dem bewährten Gameplay erhielt diese Version nun eigens hierfür erstellte Grafiken und Charaktermodelle, weggefallen hingegen ist das Extraleben-System. Das Spiel enthält die zwei Spielmodi Story und Arcade. Im Storymodus wird erneut die Story in Textboxen vorangetrieben, in der Sonic und Tails beim Befreien der kleinen Tierchen Dr. Eggman ins Weltall folgen. Dabei werden die fünf Zonen des Spiels (Green Hill Zone, Mountain Zone, Jungle Zone, Blue Sky Zone und Mechanical Zone) mit je zwölf Acts, die als Level definiert werden können, und je drei optionalen Bonusmissionen durchlaufen. Jede Zone hat dabei ihre eigene Thematik, Aussehen und Gegner-Vielfalt. Am Ende des jeweils letzten Acts wartet zudem ein Kampf gegen den Widersacher Dr. Eggman und einer seiner tödlichen Maschinen. Nach jedem erfolgreich abgeschlossenen Level erhält man je nach Punktzahl eine Wertung von Rang S, Rang A, Rang B, Rang C bis Rang D. Im Arcademodus können endlos viele Level nacheinander gespielt werden, bis der Spieler in den Abgrund stürzt, oder von Gegnern oder Stacheln besiegt wird. Hier gibt für die gesammelten Punkte Highscores und entsprechende Leaderboards.
Erweitert wurde das Spiel durch auf Plattformen liegenden Itemboxen, die einen Schutzschild, einen magnetischen Schutzschild, eine Bombe, welche alle Gegner auf dem Bildschirm zerstört, oder „Ring Time“, welches alle Gegner vorübergehend in Ringe verwandelt, enthalten können. Außerdem hinzu kamen Stacheln, die sich sowohl auf der Ober- als auch der Unterseite einer Plattform befinden können und bis zu fünf einsammelbare rote Ringe je Stage, insgesamt 150 rote Ringe im gesamten Spiel, welche jedoch außer der 100%-Komplettierung keine weitere Funktion haben.
Erstmals können neben Sonic noch weitere Spielfiguren, dessen Doppelsprünge sich geringfügig unterscheiden, in folgender Reihenfolge freigeschaltet werden: Miles Tails Prower, Knuckles the Echidna, Amy Rose, Rouge the Bat, Silver the Hedgehog und Blaze the Cat. Zudem wurden in den Spieldateien die voll funktionsfähigen Charaktere Shadow the Hedgehog, Vector the Crocodile und Cream the Rabbit gefunden, die jedoch auf regulären Wege nicht spielbar sind.
Zur Veröffentlichung kostete diese Version von Sonic Jump $1.99 in Nordamerika, wurde jedoch im Laufe der Zeit zu einem Free-to-Play-Titel. Zudem beinhaltete das Spiel verschiedene In-App-Käufe und Mikrotransaktionen, um nützliche Items oder eine Chance auf Weiterspielen nach einem Lebensverlust zu erkaufen. Es wurde kritisiert, dass die Leaderboards nicht getrennt geführt wurde zwischen den Spielern, die das Spiel ohne In-App-Käufe bewältigten und den Spielern, welche von den Mikrotransaktionen Gebrauch machten.
Nachdem der 2014 veröffentlichte Nachfolger Sonic Jump Fever im Jahre 2018 wieder aus den Stores entfernt wurde, benannte Sega 2018 die App Sonic Jump in Sonic Jump Pro um, um den Spielern ein neues Spiel zu suggerieren. Doch da viele Spieler darin eher eine Täuschung sahen und das 2012 veröffentlichte Sonic Jump erkannten, wurde Sonic Jump Pro nach einigen Monaten wieder in Sonic Jump umbenannt.
Das Videospiele-Onlinemagazin IGN bewertete Sonic Jump im Jahre 2012 mit 7,5 von 10 Punkten, während die Internetpräsenz Pocket Gamer 4 von 5 Sternen vergab.

„If you passed on Sonic Jump thinking it’s a simple Doodle Jump clone, you owe it to yourself to give the game another look. Its emphasis on In-App Purchases and somewhat bland design are disappointing, but they don’t detract from the pure jumping fun. I enjoyed skillfully tilting my way through each set of devious deathtraps. Sonic Jump might not be the Sonic game mobile gamers wanted, but it’s still a surprisingly satisfying climb.“

### Sonic Jump Fever (2014)
Sonic Jump Fever erschien international am 10. Juli 2014 über iTunes und Google Play für iOS und Android, wobei es einzig in Kanda bereits am 16. April 2014 veröffentlicht wurde. Anders als der direkte Vorgänger Sonic Jump (2012) war Sonic Jump Fever von Beginn an kostenlos als Free-to-Play-Titel erhältlich, erntete jedoch große Kritik für die penetrante Aufforderung zu In-App-Käufen und Mikrotransaktionen, was mutmaßlich der Grund war, weswegen es am 7. November 2018 aus allen Stores entfernt wurde.
Erneut wurde vom bewährten Gameplay, eigens erstellten Grafiken und Charaktermodellen Gebrauch gemacht, ein Storymodus oder Extraleben-System waren nicht vorhanden. Es verfügt über die wenigsten Zonen im Vergleich mit den anderen Ablegern der Sonic-Jump-Serie, nämlich nur Green Hill Zone, Mechanical Zone, Jungle Zone und Blue Sky Zone, welche identisch aus dem Vorgänger übernommen wurden. Diese wechselten alle zwei Tage, sodass der Spieler warten musste, bis er eine andere Zone sehen konnte. Zudem war nur möglich, bis zu fünf Stages am Stück zu spielen. Anschließend musste 25 Minuten gewartet oder durch In-App-Käufe Geld ausgegeben werden, um weiterzuspielen. Hinzu kommt, dass das Spiel ein Zeitlimit setzte, um die Level zu beenden. Man musste sich durch In-App-Käufe ein „Time Extend“ kaufen, um weiterspielen zu können.
Zu den bereits im Vorgänger vorhandenen Items, einen Schutzschild, einen magnetischen Schutzschild, eine Bombe, welche alle Gegner auf dem Bildschirm zerstörte, oder „Ring Time“, welches alle Gegner vorübergehend in Ringe verwandelte, kamen folgende Items hinzu: Sprungschuhe, die die Spielfigur sehr viel höher springen ließen, Magneten, welche Ringe anzogen, Flame Jump, mit dem man mehrere Multisprünge ausüben konnte und ein Stun-Objekt, welche Gegner bewegungsunfähig machten und man die Gegner auch besiegen konnte, wenn man von oben auf sie hinunterfiel. Rote Ringe waren nicht mehr in den Leveln zu finden, stattdessen agierten sie als In-App-Währung.
Ein neues, namensgebendes Feature war die „Fever-Leiste“. Durch das Sammeln von Gegenständen oder Besiegen der Gegner in den Stages, welches zudem mit Kombos gestacked wurde, wurde eine Leiste in der unteren, rechte Ecke des Bildschirmes aufgefüllt. War die Leiste voll, konnte man mit dem „Fever“ einen Großteil des Levels überspringen und dabei Ringe sammeln. Nach Abschluss eines Levels verdiente man sich einen von 18 verschiedenen Chao, die in einer kleinen Sequenz aus ihrem Ei schlüpften.
Ein weiteres Mal konnten neben Sonic noch weitere Spielfiguren, dessen Doppelsprünge sich geringfügig unterschieden, freigeschaltet oder mit roten Ringen gekauft werden: Miles Tails Prower, Knuckles the Echidna, Amy Rose, Shadow the Hedgehog, Silver the Hedgehog und Blaze the Cat. Zudem wurden in den Spieldateien die voll funktionsfähigen Charaktere Rouge the Bat, Vector the Crocodile und Cream the Rabbit gefunden, die jedoch auf regulären Wege nicht spielbar sind.
Außerdem wurde dem Spieler immerzu eine große Auswahl an zusätzlichen In-App-Käufen angeboten. Für Ringe oder rote Ringe, die durch Echtgeld erwerbbar waren, waren kaufbar: Ein Gold Totem, mit dem man mehr Bonuspunkte verdienen konnte, Super Hoop, der einen sehr weit springen ließ, Animal Doubler, welcher die Anzahl der geretteten Tierchen verdoppelte, Power-Up-Doubler, der zwei Items pro Itembox zur Verfügung stellte, Quick Fever, mit dem man schneller seine „Fever-Leiste“ füllen konnte, Ring Streak, welche Bonusringe hinzufügte wenn man eine Gruppe an Ringe einsammelte oder Super Time Extend, um das auflaufende Zeitlimit zu verzögern.
Sonic Jump Fever erhielt eher unterdurchschnittliche Wertungen, so erreicht es auf Metacritic einen Score von 54 von 100 Punkten. Hauptkritik des Spiels ist dabei immer die penetrante Einbindung und nahezu Pflicht der Mikrotransaktionen und In-App-Käufe, da man sonst das Spiel aufgrund bewusster Limitierungen kaum spielen konnte. Als Sonic Jump Fever am 7. November 2018 aus allen Stores entfernt wurde, gab es seitens Sega keine Erklärung hierzu. Schließlich benannte man den Vorgänger Sonic Jump in Sonic Jump Pro um, um den Spielern ein neues Spiel zu suggerieren. Doch da viele Spieler darin eher eine Täuschung sahen und das 2012 veröffentlichte Sonic Jump erkannten, wurde Sonic Jump Pro nach einigen Monaten wieder in Sonic Jump umbenannt.

„Schöne Optik, süchtig machendes Spielkonzept - eigentlich hätte Sonic Jump Fever ein kurzweiliger Geschicklichkeitsspaß werden können. Erneut ist es aber der Freemium-Ansatz, der für mehr Frust als Spaß sorgt. Ein günstiger Verkaufspreis fürs Spiel wäre sicherlich die bessere Variante gewesen, als den Titel umsonst zu bekommen, dafür aber ständig zum Bonuskauf animiert und mit Werbung genervt zu werden.“